# Vesilahti
Vesilahti (in svedese Vesilax) è un comune finlandese di 4501 abitanti, situato nella regione del Pirkanmaa.